# Grodkowo-Zawisze
Grodkowo-Zawisze is een plaats in het Poolse district  Sierpecki, woiwodschap Mazovië. De plaats maakt deel uit van de gemeente Sierpc en telt 180 inwoners.